# 彩石街道
彩石街道，是中华人民共和国山東省济南市历城区下辖的一个乡镇级行政单位。

## 行政区划
彩石街道下辖以下地区：
两岔河村、东彩石村、康井孟村、朝阳村、塔窝村、黄路泉村、西彩石一村、西彩石二村、西彩石三村、西彩石四村、西彩石五村、西彩石六村、南宅科村、北宅科村、东泉村、三泉峪村、西丝峪村、大龙堂村、玉龙村、黄歇村、南泉村、王家庄村、捎近村、杏峪村、葫芦套村、韩家峪村、潘河崖村、平房村、路相村、岔峪村、石瓮峪村、老树峪村、磨盘峪村、柳泉村、中泉村、断苕村、讲书院村、玉河泉村、万粮峪村、虎门村、徐家场村和青龙峪村。

## 人口
2010年中国第六次人口普查时，彩石街道共有人口52570人。共有家庭8370户，平均每户3.40人。14岁以下的少年儿童共4435人，占总人口8.436%；15-64岁人口共44666人，占总人口84.96%；65岁及以上的老年人共3469人，占总人口的6.598%。男性共计26588人，占总人口50.57%；女性共计25982，占总人口49.42%。本地居住的人口中，拥有本地户籍的人口为27915人，占53.10%。